# Chlorophthalmus corniger
Chlorophthalmus corniger är en fiskart som beskrevs av Alcock, 1894. Chlorophthalmus corniger ingår i släktet Chlorophthalmus och familjen Chlorophthalmidae. Inga underarter finns listade i Catalogue of Life.